# Cernătești (gmina w okręgu Dolj)
Cernătești (Cernăteștiⓘ) – gmina w Rumunii, w okręgu Dolj. Obejmuje miejscowości Cernătești, Cornița, Rasnicu Bătrân, Rasnicu Oghian i Țiu. W 2011 roku liczyła 1929 mieszkańców.